# Вирениум
Вирениум — сплав, содержащий никель, медь и цинк.
На острове Мэн выпущены монеты, металл которых получил в нумизматических каталогах название «вирениум» (virenium). Название это происходит от имени Вирены Побджой, супруги Дерека Побджой (англ. Derek Pobjoy) — владельца монетного двора «Pobjoy Mint», расположенного в английском городке Тадворте (графство Суррей), и осуществляющего чеканку для острова Мэн.
Такие монеты имеют никелевое ядро, плакированное сплавом из трёх металлов — меди (70 %), цинка (24,5 %) и никеля (5,5 %).
Из вирениума чеканились монеты номиналом 1 фунт стерлингов с 1978 по 1982 год, 2 фунта 1984, 1986—1997 годов, и 5 фунтов с 1981 года.